# Brålanda
Brålanda es una localidad situada en municipio de Vänersborg, provincia de Västra Götaland, Suecia, con 1.385 habitantes en 2010.
Se encuentra a 24 km al norte de la ciudad de Vänersborg, por la parte sur del lago Vänern. Tiene una posición privilegiada como cruce de caminos y goza de buenas tierras de labor. Existe en la localidad un gran silo de almacenamiento para los famosos cultivos de sus campesinos.
En la ciudad hay una tienda de comestibles, una piscina, un camping y una pequeña biblioteca.